# IBM PCjr
IBM PCjr (PC junior, IBM 4860) — персональный компьютер корпорации IBM, первая попытка компании выйти на рынок домашних компьютеров. В связи с некоторыми конструктивными недостатками, неполной совместимостью с IBM PC и ошибками в маркетинговой политике модель не имела коммерческого успеха. Журнал PC World внёс IBM PCjr в «список 25 худших технических продуктов всех времён». Компьютер был анонсирован 1 ноября 1983 года, а в марте 1985 года производство было прекращено.

## Технические характеристики
PCjr выпускался в двух вариантах: модель 4860-004 с 64 КБ ОЗУ, ценой 669 USD, и 4860-067 с ОЗУ 128 КБ и дисководом 5,25", ценой 1269 USD.
- Процессор: Intel 8088 с тактовой частотой 4,77 МГц.
- Память: ОЗУ 64—128 КБ на материнской плате, расширяемая до 640—736 КБ с помощью платы памяти. ПЗУ 24 КБ c BIOS и кассетным Бейсиком.
- Видео: Motorola 6845, «CGA Plus». Этот чип также официально назывался VGA (Video Gate Array), не стоит путать с Video Graphics Adapter или Array. Под видеопамять использовалось от 2 КБ до 96 КБ системной памяти.
  - Текстовые режимы: 40×25, 80×25, 16 цветов.
  - Графические режимы: 320×200×4, 640×200×2, 160×100×16, 160×200×16, 320×200×16, 640×200×4.
- Звук: музыкальный сопроцессор Texas Instruments SN76496; 3 голоса, 16 уровней громкости, генератор белого шума.
- Внешние запоминающие устройства: бытовой кассетный магнитофон, опционально дисковод 5,25".
- Порты ввода-вывода: кассетный магнитофон, световое перо, 2 джойстика, RGB монитор, композитный видео, TV, аудио, клавиатура, Centronics (опционально), RS232, 2 слота для картриджей.
- Клавиатура: беспроводная инфракрасная, резиновая, 62 клавиши. Есть возможность подключения стандартной клавиатуры.

Компьютер мог быть подключён к локальной сети для обмена файлами и сообщениями с использованием программно-аппаратного комплекса IBM Cluster.
Фирма Tandy выпускала клон PCjr — Tandy 1000. IBM вернулась на рынок домашних компьютеров в 1990 году, с более успешной серией IBM PS/1.